# Фелипе Симор
Фелипе Игнасио Симор Добуд (шп. Felipe Ignacio Seymour Dobud; Пирке, 23. јул 1987) је бивши чилеански фудбалер. Играо је на позицији дефанзивног везног играча.
Симор је са мајчине стране (Добуд) пореклом из Дубровника у Далмацији.

## Успеси
Универсидад Чиле
- Прва лига Чилеа  (2) : 2009. Апертура,[7] 2011. Апертура[8]
- Куп Чилеа: (финале: 2017)[9]

Појединачни
- Идеални тим Прве лиге Чилеа: 2009.[10]
- Идеални тим Прве лиге Чилеа: 2010.[11]
- Најбољи везни играч Прве лиге Чилеа: 2011. Апертура[12]